# Kralupy nad Vltavou
Kralupy nad Vltavou (niem. Kralup, Kralup an der Moldau) − miasto w Czechach, w kraju środkowoczeskim, nad rzeką Wełtawą. Według danych z 31 grudnia 2003 powierzchnia miasta wynosiła 2 190 ha, a liczba jego mieszkańców 18 150 osób.
W mieście jest stacja kolejowa Kralupy nad Vltavou.

## Demografia
| Rok             | 1970   | 1980   | 1991   | 2001   | 2003   |
| --------------- | ------ | ------ | ------ | ------ | ------ |
| Liczba ludności | 14 898 | 17 928 | 17 934 | 17 506 | 17 373 |

Źródło: Czeski Urząd Statystyczny

## Współpraca
- Banyuls-sur-Mer, Francja
- Hennigsdorf, Niemcy
- Komárno, Słowacja
- Ikast, Dania
- Šabac, Serbia